# アーカンザス川

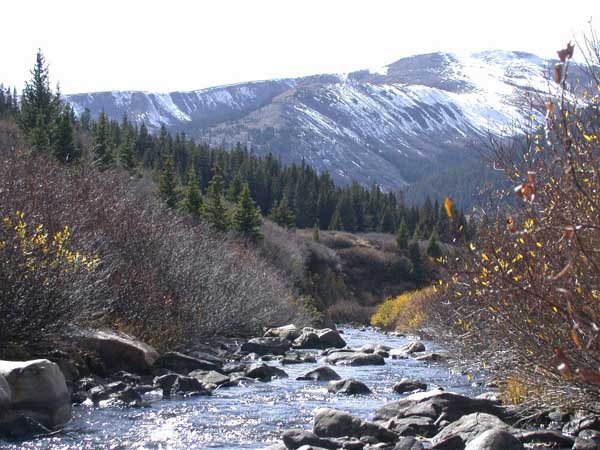
コロラド州レッドビル付近

アーカンザス川（アーカンザスがわ、英語:Arkansas River）は、アメリカ合衆国を流れる全長約2,344kmの川で、ミシシッピ川の主要な支流の一つである。コロラド州に発し南東向きに、カンザス州、オクラホマ州、アーカンソー州を横切って流れる。ミシシッピ・ミズーリ水系で2番目に大きな支流で、その流域面積は505,000km2近くある。アメリカ合衆国内では4番目に長い川である。

## 地理
アーカンザス川は北アメリカ中央を流れる長い流れの中で流域によって3つの異なる景観を持つ。
水源はコロラドロッキー内、レイク郡のレッドビルの近くにある。源流部ではロッキー山脈を流れる急流で193kmの間に1,400mの高低差がある。コロラド州のキャニオンシティで山地から出て、「アーカンソーのグランドキャニオン」の異名を持つ大渓谷、ロイヤルゴージに入る。この区間では春と夏にラフティングがおこなわれる。
中流はコロラド州とカンザス州を流れる。そこは台地状の大平原であるグレートプレーンズに位置し、広い浅瀬があり季節的な洪水を起こす。支流にはカナディアン川やシマロン川、ソルトフォークアーカンザス川がある。

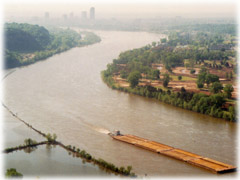
下流域

下流部では重要な都市であるカンザス州ウィチタ、オクラホマ州タルサ、アーカンソー州のリトルロックを流れ、ミシシッピー州との境界でミシシッピ川に合流する。合流地点はアーカンソー州の史跡ナポレオンの場所にある。

## 発音
アーカンソー州もアーカンザス川も綴りは同じく Arkansas である。しかし、常に「アーカンソー（ARE-kan-saw）」と発音されるアーカンソー州と違い、アーカンザス川は「アーカンソー（ARE-kan-saw）」と呼ばれることもあれば「アーカンザス（are-KAN-zis）」と発音されることもある。コロラド州では「アーカンソー」、カンザス州では「アーカンザス」の呼び名が一般的である。